# Réserves de pétrole aux Émirats arabes unis
Les réserves de pétrole aux Émirats arabes unis en 2007, selon son gouvernement, sont d'environ 98 milliards de barils (15,6 × 109 m3), presque autant que les réserves revendiquées par le Koweït. Parmi les émirats, Abu Dhabi a le plus de pétrole avec 92 milliards de barils (14,6 × 109 m3), tandis que Dubaï dispose de 4 milliards de barils (640 × 106 m3) et Charjah a 1,5 milliard de barils (240 × 106 m3).
La plupart du pétrole est contenu dans le champ de Zakum, qui est la troisième plus grand du Moyen-Orient avec 66 milliards de barils (10,5 × 109 m3).
Les Émirats arabes unis produisent environ 2,9 millions de barils de pétrole (460 × 103 m3) par jour, mais a annoncé son intention de porter ce chiffre à 5 millions de barils (790 × 103 m3) par jour d'ici 2014. Le ratio réserves/production des Émirats arabes unis est d'environ 54 ans.
Selon les estimations de BP, les réserves de pétrole du pays s'élèvent fin 2019 à 97,8 milliards de barils (13,0 milliards de tonnes), au 8e rang mondial avec 5,6 % du total mondial. Cette estimation n'a pas changé depuis 20 ans ; elle représente 67 années de production au rythme de 2019.